# Bofors L70
Bofors L70 — автоматическая зенитная пушка, разработанная в Швеции концерном «Bofors» на основе орудия Bofors L60, активно применявшегося различными странами в годы Второй мировой войны. Одно из наиболее распространённых зенитных орудий в мире, состоит на вооружении многих государств, в 6 странах производится по лицензии. Кроме того, на базе этого орудия создан ряд корабельных и самоходных зенитных комплексов. В пушке используется патрон 40×365 мм R.

## История создания и конструкция
К разработке новой зенитной пушки калибра 40 мм специалисты концерна «Бофорс» приступили в конце Второй мировой войны. Первые образцы нового орудия были готовы к 1947 году, производство орудия началось в 1951 году. В основу конструкции была положена испытанная Второй мировой войной пушка L60, но все основные боевые характеристики были значительно улучшены.
Bofors L70 относится к числу немногих современных орудий, чья автоматика функционирует за счёт отката ствола. Приоритет отдавался не высокой скорострельности, а высокой кучности стрельбы одиночным огнём и короткими очередями. Запирание ствола клиновое, с вертикальным перемещением клина. Пушка рассчитана на стрельбу патронами 40×365 мм R, живучесть ствола 4000 выстрелов. Тормоз отката гидравлический, накатник и уравновешивающий механизм — пружинные. Приводы наведения электрические, имеются также дублирующие ручные приводы.

## Модификации

### Зенитные самоходные установки
Зенитные орудия Bofors L70 применялись в следующих зенитных самоходных установках: VEAK-4062, CV-9040, M247 Sergeant York.

### Применение в бронетехнике
На базе Bofors L70 сделана пушка K40 для корейской БМП K21.